# Myotis australis

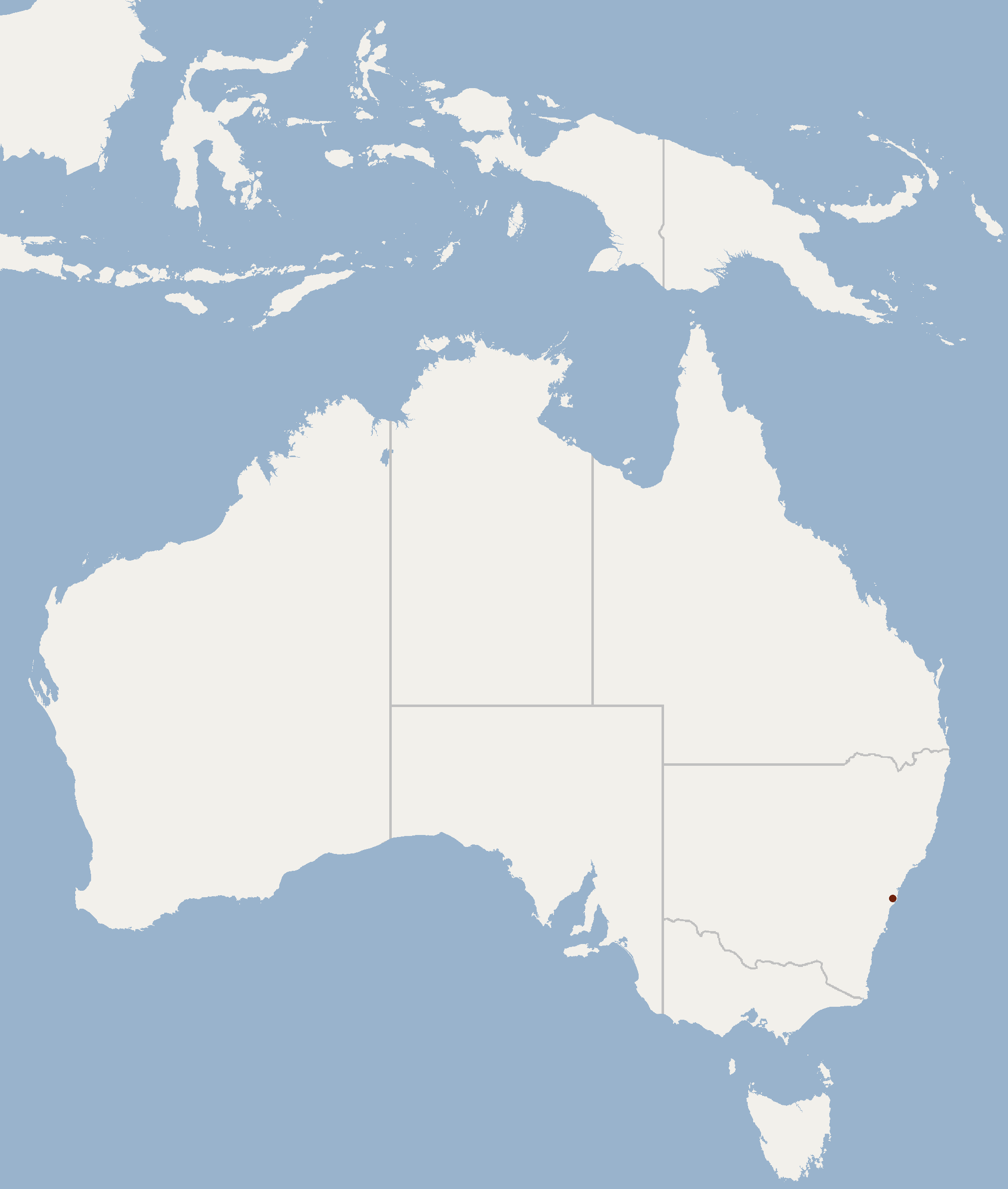
Austrália

Myotis australis é uma espécie de morcego da família Vespertilionidae.
Apenas pode ser encontrada na Austrália.